# Testone

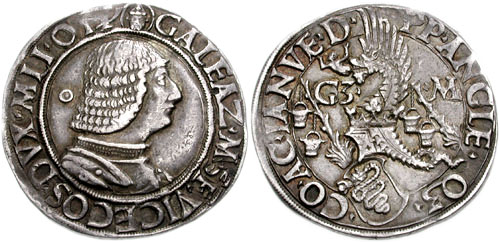
Testone des Galeazzo Maria Sforza

Der Testone (Plural: Testoni, von italien. testa – „Kopf“, „Haupt“) ist eine zuerst in Mailand unter Herzog Galeazzo Maria Sforza ab 1474 geprägte Silbermünze. 

## Geschichte und Verbreitung
Er wurde nach dem Vorbild der venezianischen Lira Tron geschaffen, trug wie diese das Herrscherbild auf der Vorderseite und war mit einem Feingewicht von gut 9 Gramm jedoch anderthalb mal so schwer. Der Münztyp verbreitete sich rasch in vielen Staaten Italiens und in Teilen Europas. Es entstanden zahlreiche schön ausgeprägte Renaissance-Silber-Münzen mit den Porträts der jeweiligen Herrscher. Die Bezeichnung (in Frankreich Teston, in Tirol Pfundner und in der Schweiz und Teilen Süddeutschlands Dicken) und das Gewicht der Münze variierten jedoch. Diese Münzen gelten heute als Vorstufe hin zum Taler.